# リゾナント ブルー
『リゾナント ブルー』（Resonant Blue）は、モーニング娘。36枚目のシングル。2008年4月16日に発売された。

## 概要
センター及びメインボーカルは高橋愛、田中れいな、久住小春。
2008年シングルとして唯一のオリジナル楽曲シングル（次作、37枚目シングル『ペッパー警部』はカバー・シングル。この年の年間シングル発売数は2枚）。
初回生産限定盤AはCD+DVD（Another Ver.）、初回生産限定盤BはCD+DVD（Lesson Studio Ver.）、通常盤はCDのみの3形態で発売された。初回生産限定盤A、B、通常盤（初回仕様）ともイベント抽選シリアル・ナンバー・カードが封入された。
表題曲は『モーニング娘。コンサートツアー2008春 〜シングル大全集!!〜』松戸公演（森のホール21 大ホール）にて2008年3月22日、初披露された。
2008年5月2日、つんく♂がプロデュース用として制作した自身の歌唱によるデモ音源が、楽曲配信でリリースされた。

### 発売記念イベント
- 2008年5月11日に品川ステラボールで開催した[3]。
- 前々作から9ヶ月ぶりのイベントであり、メンバー全員が参加してのイベントとしては約1年ぶりの開催となった。

## 収録曲
全作詞・作曲：つんく、全編曲：鈴木Daichi秀行
1. リゾナント ブルー
2. その場面でビビっちゃいけないじゃん!
3. リゾナント ブルー(Instrumental)

## 参加メンバー
- 5期：高橋愛、新垣里沙
- 6期：亀井絵里、道重さゆみ、田中れいな
- 7期：久住小春
- 8期：光井愛佳、ジュンジュン、リンリン

## 参加ミュージシャン
- 鈴木Daichi秀行 - プログラミング&ギター(1,2)
- 鎌田浩二 - ギター(1)
- 高橋愛 - コーラス(1,2)
- 新垣里沙 - コーラス(1,2)
- 田中れいな - コーラス(1,2)
- 亀井絵里 - コーラス(2)
- つんく♂ - コーラス(1,2)